# 오언조
오언조(吳彥祖, 표준 중국어 병음: Wú Yànzǔ, 광둥어: Ng4 Jin6zou2, 영어: Daniel Wu 대니얼 우[*], 1974년 9월 30일 ~ )는 미국의 영화 배우, 감독, 제작자이다.
아버지는 상하이 출신으로 1949년에 국공 내전을 피해 미국으로 이민했으며, 뉴욕에서 상하이 출신 유학생 어머니를 만나 결혼 후 캘리포니아주에 정착했다. 아버지는 미국에서 엔지니어로 활동했으며, 어머니는 심리학과 교수로 재직했다.
오언조는 캘리포니아주 버클리에서 1남 2녀 중 막내로 태어났으며, 캘리포니아주 오린다에서 자랐다. 1992년 오리건 대학교에 입학하여 건축학을 전공했다.
1997년 졸업 후 잠시 건축 관련 일을 하다가 그만두었고, 홍콩 여행 중 우연히 발탁되어 1997년 홍콩에서 모델로 데뷔하였다. 모델 활동 중 그가 나온 전광판을 우연히 보게 된 양범 감독이 구상 중이던 작품 《미소년지련》 주인공으로 그를 캐스팅하면서 홍콩에서 영화 배우로 데뷔하게 되었다. 1998년에 개봉한 영화 《미소년지련》을 시작으로 배우로 활동하면서 현재까지 약 60여 편의 영화에 출연하였다.
2006년 제작, 각본, 주연까지 맡은 페이크 다큐멘터리 영화 《사대천왕》을 통해 영화 감독으로 데뷔하였으며, 이 작품으로 홍콩금상장영화제에서 신인감독상을 수상했다. 같은 해 《야연》 홍보차 내한하였으며, 영화 《사대천왕》 감독으로서 부산국제영화제를 방문하였다.
2010년 4월, 모델 겸 MC 리사 S.와 결혼하였다.

## 출연 작품

### 영화
- 미소년지련 (1998)
- 유리의 성 (1998)
- 성룡의 빅타임 (1999)
- 젠 엑스 캅 (1999)
- 퍼플 스톰 (1999)
- AD 2000 (2000)
- 네이키드 웨폰 - 적라특공 (2002)
- 신찰사매 2: 미려임무 (2003, 新紮師妹2美麗任務)
- 마환주방 (2004)
- 대료애미려 (2004)
- 왕각흑야 (2004)
- 80일간의 세계 일주 (2004)
- 화도대전 (2004)
- 공주복수기 (2004)
- 뉴 폴리스 스토리 (2004)
- 정무가정 (2005)
- 천배불취 (2005)
- 장한가 (2005)
- BB 프로젝트 (2006)
- 야연 (2006)
- 사대천왕 (2006, 四大天王) - 연출, 각본, 제작 겸임
- 무간도 IV: 문도 (2007)
- 신주쿠 사건 (2009)
- 전성열련 (2010)
- 용의자 (2010)
- 건당위업 (2011)
- 영웅이 되고 싶은 남자 (2011)
- 대마술사 (2012)
- 타이치 0 (2012)
- 철권을 가진 사나이 (2012)
- 초한지: 영웅의 부활 (2012)
- 차이니즈 조디악 (2012)
- 유로파 리포트 (2013) - 윌리엄 역
- 컨트롤 (2013) - 마크 역
- 절청풍운 3 (2014)
- 마경 (2014) - 웡 역
- 꺼져버려 종양군 (2015)
- 워크래프트: 전쟁의 서막 (2016) - 굴단 역
- 지오스톰 (2017)
- 툼 레이더 (2018) - 루 렌 역
- 제폭: 범죄와의 전쟁 (2020)
- 레미니센스 (2021)
- 위드 러브 (2025) - 너클스 역

### 텔레비전
- 인투 더 배드랜즈 (2015-19)
- 스카이랜더 아카데미 (2016) - 목소리
- 웨스트월드 (2022)
- 아메리칸 본 차이니즈 (2023)